# Státní znak Kambodže
Státní znak Kambodže byl přijat v roce 1993 po pádu Rudých Khmérů a obnově monarchie pod vládou Norodoma Sihanuka. Vyjma drobných rozdílů se jedná o stejný znak, který užívalo kambodžské království v letech 1953 až 1970. Tento znak užívalo kambodžské království před vyhlášením nezávislosti, během francouzského protektorátu (od roku 1864). Vyobrazení státního znaku ve zlaté barvě se nachází na královské standartě.

## Popis
V modrém štítu zlatý buddhistický symbol pro Óm, položený na zlaté dýce, která je položena na dvou na sobě stojících zlatých podnosech (phan), jež jsou obklopené zeleným věncem, ze kterého visí Královský řád Kambodže. Štít je položen na královský stan se zlatě třepenými okraji, který vychází z královské koruny. Na špici koruny se nachází diamant, ze kterého září zlaté sluneční paprsky. Štítonošem po heraldicky pravé straně znaku je Gajasimha (hybrid slona a lva) a na levé pak Rajasingha (královský lev). Oba štítonoši drží pětiúrovňový královský deštník a stojí na modré stuze se stříbrným nápisem ព្រះចៅ ក្រុង កម្ពុជា (kambodžsky Preah Chau Krong Kampuchea, česky král kambodžského království). Znak vychází z podobného znaku sousedního Thajského království z druhé poloviny 19. století, který podobně kombinoval tradiční prvky oblasti Indočíny a prvky ze znaků evropských zemí. 

## Historický vývoj znaku

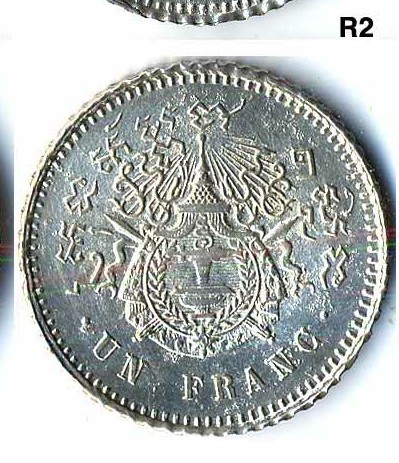
Znak na minci z období 1864–1904
Znak kambodžského království (1953–1970)
Znak Khmerské republiky (1970–1975)
Znak Demokratické Kampučii (1975–1982)
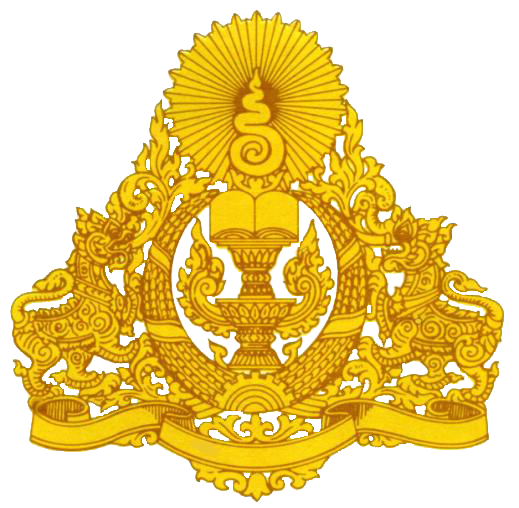
Znak koaliční vlády Demokratické Kampučii (1982–1992)
Znak Kampučské lidové republiky (1979–1989)
Znak Kampučské lidové republiky (1989–1992)
Znak dočasné správy organizace OSN v Kambodži – UNTAC, (1992–1993)